# Ammophila nasalis
Ammophila nasalis är en biart som beskrevs av Léon Abel Provancher 1895. Ammophila nasalis ingår i släktet Ammophila och familjen grävsteklar. Inga underarter finns listade i Catalogue of Life.